# Bistrice
Bistrice (en serbe cyrillique: Бистрице) est un village de l'est du Monténégro, dans la municipalité de Podgorica.

## Démographie

### Évolution historique de la population
| 1948 | 1953 | 1961 | 1971 | 1981 | 1991 | 2003 |
| ---- | ---- | ---- | ---- | ---- | ---- | ---- |
| 304  | 344  | 347  | 370  | 372  | 349  | 345  |